# Boss (canción de Lil Pump)
«Boss» es una canción del trapero estadounidense Lil Pump, lanzada como el primer sencillo de su álbum debut homónimo, Lil Pump. Fue lanzada originalmente en SoundCloud el 19 de abril de 2017, y más tarde lanzada como sencillo el 6 de junio de 2017. La canción alcanzó el número 40 en los EE. UU. Hot R&B / Hip-Hop Songs chart, y fue certificada platino por la
Recording Industry Association of America
(RIAA).

## Posiciones en listas
| Lista (2017)                           | Mejor posición |
| -------------------------------------- | -------------- |
| Canadá (Canadian Hot 100)              | 93             |
| Estados Unidos (Hot R&B/Hip-Hop Songs) | 40             |

## Certificaciones
| País           | Organismo certificador | Certificación | Ventas certificadas |
| -------------- | ---------------------- | ------------- | ------------------- |
| Estados Unidos | RIAA                   | Platino       | 1 000 000           |